# Ariadne von Schirach
Pour les articles homonymes, voir Schirach (homonymie).
Ariadne von Schirach (née le 24 juillet 1978, Munich) est une écrivaine allemande.

## Biographie
Ariadne von Schirach étudie la philosophie, la psychologie et la sociologie à l'université Louis-et-Maximilien de Munich, et en 2000 à l'université libre de Berlin et à l'université Humboldt de Berlin. Sa thèse, intitulée « Identité comme une queue, existence nomade entre les possibilités », elle écrit au sujet de l'artiste coréenne Nikki S. Lee.
En 2011, elle publie dans la revue Nexus néerlandaise puis dans l'agora42 un zombie essay.
Elle est la fille de l'écrivain et sinologue Richard von Schirach (de) et la petite-fille dignitaire du parti nazi Baldur von Schirach, nommé par Hitler chef des Jeunesses hitlériennes  et gauleiter de Vienne.

## Œuvres
- Der Tanz um die Lust, Goldmann, Münich, 2007,  (ISBN 978-3-442-31115-6)
- Du sollst nicht funktionieren: Für eine neue Lebenskunst, Klett-Cotta, Stuttgart, 2014,  (ISBN 978-3-608-50313-5)
- Ich und du und Müllers Kuh. Kleine Charakterkunde für alle, die sich selbst und andere besser verstehen wollen, Klett-Cotta, Stuttgart, 2016,  (ISBN 978-3-608-96124-9)
- Die psychotische Gesellschaft. Wie wir Angst und Ohnmacht überwinden, Tropen Verlag, Stuttgart, 2019,  (ISBN 978-3-608-50233-6)